# Vettore di Lenz
In meccanica classica, il vettore di Laplace-Runge-Lenz (o semplicemente vettore di Lenz) è un vettore utilizzato comunemente per descrivere la forma e l'orientazione dell'orbita di un corpo celeste attorno ad un altro, come nel caso della rivoluzione di un pianeta attorno al sole. 
Per due corpi interagenti secondo la gravità Newtoniana, il vettore di Lenz è una costante del moto, nel senso che esso, per una data orbita, conserva il suo aspetto indipendentemente dal punto o dal momento in cui esso venga calcolato; in modo equivalente, si può dire che il vettore venga “conservato” durante il moto.
Più in generale, questo vettore risulta conservato in tutti i problemi in cui due corpi interagiscono mediante una forza centrale che varia secondo la legge dell'inverso del quadrato della distanza; tali problemi sono soprannominati problemi di Keplero.
L'atomo di idrogeno è un esempio di problema di questo tipo, in quanto comprende due particelle cariche interagenti attraverso la forza di Coulomb. Il vettore di Lenz rivestì un'importantissima funzione nella prima derivazione quantistica dello spettro di emissione dell'atomo di idrogeno prima dello sviluppo dell'equazione di Schrödinger. Tuttavia, questo approccio oggi è scarsamente utilizzato.
In meccanica classica e quantistica, quantità conservate generalmente corrispondono a simmetrie del sistema. La conservazione del vettore di Lenz corrisponde a una simmetria alquanto inusuale: il problema di Keplero è infatti matematicamente equivalente a quello di una particella in moto libero sul confine tridimensionale di un'ipersfera,, cosicché l'intero problema risulta simmetrico rispetto certe rotazioni di questo spazio quadri-dimensionale.
Questa alta simmetria è il risultato di due proprietà del problema di Keplero: il vettore velocità si muove su un cerchio perfetto e, per un'energia meccanica predisposta, tutti questi cerchi di velocità si intersecano insieme negli stessi due punti.
Molte generalizzazioni del vettore di Lenz sono state elaborate con lo scopo di incorporare gli effetti della relatività speciale, campi elettromagnetici o altri tipi di forze centrali.

## Contesto
Una singola particella in moto dentro un campo centrale di forze conservative possiede al massimo quattro costanti del moto: l'energia totale {\displaystyle E} e le tre componenti cartesiane del momento angolare {\displaystyle \mathbf {L} }. L'orbita della particella è confinata in un piano definito dal momento iniziale {\displaystyle \mathbf {p} } (o, equivalentemente, dalla velocità {\displaystyle \mathbf {v} }) e dal raggio vettore {\displaystyle \mathbf {r} } fra la particella stessa ed il centro del campo di forze.
Così come è stato definito precedentemente, il vettore di Lenz {\displaystyle \mathbf {A} } giace sempre sul piano orbitale di qualsiasi forza centrale.
Tuttavia, esso risulta costante solo per una forza centrale che decresca secondo la legge dell'inverso del quadrato.
Per la maggior parte delle forze centrali, invece, {\displaystyle \mathbf {A} } non è costante, ma cambia sia in lunghezza che in direzione; se la forza risponde solo approssimativamente al criterio sopra citato, il vettore {\displaystyle \mathbf {A} } è piuttosto costante in lunghezza, ma ruota lentamente direzione.
È altresì possibile una forma più generale del vettore di Lenz, indicata con {\displaystyle {\mathcal {A}}}, ma questo nuovo vettore risulta essere una funzione piuttosto complicata della posizione, ed in genere non può essere espresso in forma compatta.
Il piano su cui si svolge il moto è perpendicolare al vettore momento angolare {\displaystyle \mathbf {L} }, che è costante; questa proprietà geometrica può essere espressa matematicamente con l'equazione del prodotto scalare fra vettori {\displaystyle \mathbf {r} \cdot \mathbf {L} =0}; analogamente, poiché {\displaystyle \mathbf {A} } giace nel medesimo piano, {\displaystyle \mathbf {A} \cdot \mathbf {L} =0}.

## Storia della riscoperta
Il vettore di Lenz {\displaystyle \mathbf {A} } è una costante del moto all'interno del problema di Keplero, ed è utile per descrivere le orbite dei corpi celesti, come il caso del moto di un pianeta attorno al Sole. Ciò nondimeno, esso è stato per lungo tempo poco conosciuto ed utilizzato fra i fisici, possibilmente poiché esso risulta meno intuitivo di altre quantità come il momento ed il momento angolare. Di conseguenza, esso è stato "riscoperto" indipendentemente diverse volte negli ultimi tre secoli. Jakob Hermann è stato il primo a dimostrare che {\displaystyle \mathbf {A} } è una costante nel caso delle forze centrali con proporzionalità quadratica inversa, e portò avanti gli studi riguardo alla sua connessione all'eccentricità delle orbite celesti. Il suo lavoro venne generalizzato nella sua forma moderna da Johann Bernoulli nel 1710. Alla fine del secolo, Pierre-Simon de Laplace riscoprì la conservazione di {\displaystyle \mathbf {A} }, derivandola analiticamente, invece che geometricamente.
Nella metà del diciannovesimo secolo, William Rowan Hamilton elaborò l'equivalente vettore eccentricità e lo utilizzò per dimostrare che il vettore momento {\displaystyle \mathbf {p} } si muove lungo un cerchio per moti in campi di forze centrali (Figura 3). all'inizio del ventesimo secolo, Josiah Willard Gibbs derivò lo stesso vettore utilizzando metodi di analisi vettoriale.
La derivazione di Gibbs fu utilizzata a mo' di esempio da Carle Runge in un popolare libro di testo tedesco sui vettori, che fu a sua volta citato da Wilhelm Lenz nel suo testo sulla (vecchia) trattazione in meccanica quantistica dello spettro dell'atomo di idrogeno.
Nel 1926, il vettore fu utilizzato da Wolfgang Pauli per ottenere lo spettro dell'idrogeno utilizzando la formulazione matriciale della meccanica quantistica, ma non l'equazione di Schrödinger; dopo la pubblicazione di Pauli, esso divenne noto come "vettore di Runge-Lenz".

## Definizione matematica
Per una singola particella in moto dentro un campo di forze centrali descritto dall'equazione {\displaystyle \mathbf {F} (r)=-{\frac {k}{r^{2}}}\mathbf {\hat {r}} }, il vettore di Lenz {\displaystyle \mathbf {A} } è definito dalla formula
{\displaystyle \mathbf {A} =\mathbf {p} \times \mathbf {L} -mk\mathbf {\hat {r}} =m^{2}\mathbf {v} \times \mathbf {l} -mk\mathbf {\hat {r}} }
dove
- {\displaystyle m} è la massa del punto materiale,

Figura 1: Il vettore di Lenz (in rosso) in quattro punti (indicati 1, 2, 3 e 4) sull'orbita ellittica di un punto materiale in moto in un campo di forze centrali. Il centro di attrazione è indicato con un piccolo cerchio nero da cui si origina il vettore posizione (nero). Il vettore momento angolare è perpendicolare all'orbita. I vettori complanari e sono in blu ed in verde, rispettivamente. Il vettore è costante in direzione e modulo.

- {\displaystyle \mathbf {p} } è il vettore quantità di moto e {\displaystyle \mathbf {v} } la velocità,
- {\displaystyle \mathbf {L} =\mathbf {r} \times \mathbf {p} } è il vettore momento angolare e {\displaystyle \mathbf {l} } il corrispettivo specifico per unità di massa,
- {\displaystyle k} è il parametro che descrive l'intensità della forza centrale (equivale a {\displaystyle GMm=\mu m} nel caso gravitazionale e a {\displaystyle k^{*}Qq} in quello elettrostatico),
- {\displaystyle \mathbf {r} } è il vettore posizione della particella (Figura 1), e
- {\displaystyle \mathbf {\hat {r}} } è il corrispondente vettore unitario, {\displaystyle \mathbf {\hat {r}} ={\frac {\mathbf {r} }{r}}} dove {\displaystyle r} è il modulo di {\displaystyle \mathbf {r} }.

Poiché la forza considerata è conservativa, l'energia totale {\displaystyle E} è una costante del moto
{\displaystyle E={\frac {p^{2}}{2m}}-{\frac {k}{r}}={\frac {1}{2}}mv^{2}-{\frac {k}{r}}}.
Inoltre, essa è anche una forza centrale, e perciò il vettore momento angolare {\displaystyle \mathbf {L} } è anch'esso conservato e definisce il piano in cui la particella si muove. Il vettore di Lenz {\displaystyle \mathbf {A} } è perpendicolare al momento angolare {\displaystyle \mathbf {L} } poiché sia {\displaystyle \mathbf {p} \times \mathbf {L} } che {\displaystyle \mathbf {r} } sono perpendicolari a {\displaystyle \mathbf {L} }. Da ciò segue che {\displaystyle \mathbf {A} } giace nel piano dell'orbita.
Questa definizione del vettore di Lenz inerisce ad un singolo punto materiale di massa {\displaystyle m} in moto sotto l'azione di una forza fissa. Tuttavia, la stessa definizione può essere estesa al caso di due corpi come il problema di Keplero, ponendo {\displaystyle m} pari alla massa ridotta dei due corpi ed {\displaystyle \mathbf {r} } come il raggio vettore fra i due corpi.
Molte varianti al vettore di Lenz possono essere utilizzate per esprimere la stessa costante del moto. La più utilizzata è il vettore eccentricità, ottenuta da {\displaystyle \mathbf {A} } dopo una divisione per {\displaystyle mk}.
{\displaystyle \mathbf {e} ={\frac {\mathbf {A} }{mk}}={\frac {1}{mk}}(\mathbf {p} \times \mathbf {L} )-\mathbf {\hat {r}} }.

## Derivazione della geometria orbitale

Figura 2: Versione semplificata della Figura 1, con rappresentato l'angolo fra ed in un punto dell'orbita.

Forma ed orientamento dell'orbita può essere determinata a partire dal vettore di Lenz come segue. Eseguendo il prodotto scalare fra {\displaystyle \mathbf {A} } ed il vettore posizione {\displaystyle \mathbf {r} } si ottiene l'equazione:
{\displaystyle \mathbf {A} \cdot \mathbf {r} =Ar\cos \theta =\mathbf {r} \cdot \left(\mathbf {p} \times \mathbf {L} \right)-mkr}
dove {\displaystyle \theta } è l'angolo fra {\displaystyle \mathbf {r} } ed {\displaystyle \mathbf {A} } (Figura 2). Permutando il triplo prodotto scalare
{\displaystyle \mathbf {r} \cdot \left(\mathbf {p} \times \mathbf {L} \right)=\left(\mathbf {r} \times \mathbf {p} \right)\cdot \mathbf {L} =\mathbf {L} \cdot \mathbf {L} =L^{2}}
e riordinando si ottiene la formula, valida per le sezioni coniche
{\displaystyle {\frac {1}{r}}={\frac {mk}{L^{2}}}\left(1+{\frac {A}{mk}}\cos \theta \right)}
dell'eccentricità {\displaystyle e}
{\displaystyle e={\frac {A}{mk}}={\frac {\left|\mathbf {A} \right|}{mk}}}
ed il lato retto
{\displaystyle \left|4p\right|={\frac {2L^{2}}{mk}}}
Il semiasse maggiore {\displaystyle a} della sezione conica può essere definito a partire dal lato retto e dall'eccentricità
{\displaystyle a\left(1\pm e^{2}\right)=2p={\frac {L^{2}}{mk}}}
dove il segno meno è proprio dell'ellisse ed il segno più dell'iperbole.
Il prodotto scalare di {\displaystyle \mathbf {A} } con sé stesso dà origine a un'equazione contenente l'energia meccanica {\displaystyle E}:
{\displaystyle A^{2}=m^{2}k^{2}+2mEL^{2}\,}
che può essere scritta in termini di eccentricità:
{\displaystyle e^{2}-1={\frac {2L^{2}}{mk^{2}}}E}.
Dunque, se l'energia {\displaystyle E} è negativa (orbita chiusa), l'eccentricità è più piccola di uno e l'orbita è un'ellisse. Al contrario, se l'energia è positiva (orbita aperta), l'eccentricità è più grande di uno e l'orbita è rappresentata da un'iperbole. Infine, se l'energia è esattamente zero, l'eccentricità è uno e l'orbita ha forma parabolica. In tutti i casi considerati, la direzione di {\displaystyle \mathbf {A} } giace lungo l'asse di simmetria della sezione conica e punta dal centro della forza verso l'apside, il punto di massima vicinanza.

## Odografo circolare del momento

Figura 3: Il vettore momento (in blu) si muove su un cerchio, mentre la particella si muove lungo un'ellisse. I quattro punti evidenziati corrispondono a quelli in Figura 1. il cerchio è centrato sull'asse in posizione (in magenta), con raggio (verde). L'angolo determina l'eccentricità dell'orbita ellittica.

La conservazione del vettore di Lenz {\displaystyle \mathbf {A} } e del vettore momento angolare {\displaystyle \mathbf {L} } è molto utile per mostrare che il vettore momento (quantità di moto) {\displaystyle \mathbf {p} } si muove su un cerchio nel caso di una forza centrale.
Eseguendo il prodotto scalare di
{\displaystyle mk~{\hat {\mathbf {r} }}=\mathbf {p} \times \mathbf {L} -\mathbf {A} }
con se stesso si ottiene:
{\displaystyle (mk)^{2}=A^{2}+p^{2}L^{2}+2\mathbf {L} \cdot (\mathbf {p} \times \mathbf {A} )~.}
In seguito scegliendo {\displaystyle \mathbf {L} } lungo l'asse {\displaystyle z}, ed il semiasse maggiore come asse {\displaystyle x}, si ottiene l'equazione per {\displaystyle \mathbf {p} }
{\displaystyle p_{x}^{2}+\left(p_{y}-A/L\right)^{2}=\left(mk/L\right)^{2}~.}.
In altre parole, il vettore quantità di moto {\displaystyle \mathbf {p} } è confinato in un cerchio di raggio {\displaystyle {\frac {mk}{L}}} centrato nel punto {\displaystyle \left(0,{\frac {A}{L}}\right)}.
L'eccentricità {\displaystyle e} corrisponde al coseno dell'angolo {\displaystyle \eta } mostrato in Figura 3. Nel limite dell'orbita circolare, e dunque all'annullarsi di {\displaystyle \mathbf {A} }, il cerchio possiede centro nell'origine {\displaystyle (0;0)}.
Per brevità, è anche utile introdurre la variabile {\displaystyle p_{0}={\sqrt {2m\left|E\right|}}}.
Questo odografo circolare è utile per illustrare la simmetria del problema di Keplero.

## Costanti del moto e superintegrabilità
Le sette quantità scalari {\displaystyle E}, {\displaystyle \mathbf {A} } ed {\displaystyle \mathbf {L} } (essendo vettori, gli ultimi due contribuiscono per tre quantità ciascuno) sono correlate da due equazioni, {\displaystyle \mathbf {A} \cdot \mathbf {L} =0} e {\displaystyle A^{2}=m^{2}k^{2}+2mEL^{2}}, dando origine a cinque costanti del moto indipendenti. Questo risultato è coerente con le sei condizioni iniziali (ovvero, i vettori velocità e posizione della particella, di tre componenti ciascuno) che specificano l'orbita del corpo, dato che l'istante di partenza non è determinato da queste costanti. Poiché il modulo di {\displaystyle \mathbf {A} } (e la correlata eccentricità orbitale {\displaystyle e}) possono essere determinati a partire dal momento angolare {\displaystyle \mathbf {L} } e dall'energia {\displaystyle E}, solo la direzione di {\displaystyle \mathbf {A} } è conservata indipendentemente; in più, poiché {\displaystyle \mathbf {A} } deve essere sempre perpendicolare a {\displaystyle \mathbf {L} }, contribuisce solo con un'ulteriore quantità conservata.
Un sistema meccanico con {\displaystyle d} gradi di libertà può avere al massimo {\displaystyle 2d-1} costanti del moto, poiché ci sono {\displaystyle 2d} condizioni iniziali e l'istante iniziale non può essere determinato a partire da una costante. Un sistema con più di {\displaystyle d} costanti del moto è chiamato superintegrabile ed un sistema con {\displaystyle 2d-1} costanti è detto massimamente superintegrabile.
Poiché la soluzione dell'Equazione di Hamilton-Jacobi in una coordinata del sistema può fornire solo {\displaystyle d} costanti del moto, un sistema superintegrabile può essere scomposto in più di un sistema di coordinate. 
Il problema di Keplero è massimamente superintegrabile, poiché possiede tre gradi di libertà {\displaystyle (d=3)} e cinque costanti del moto indipendenti; la sua equazione di Hamilton-Jacobi è scomponibile sia in coordinate sferiche che in coordinate paraboliche.
Sistemi massimamente superintegrabili seguono un'orbita chiusa ed unidimensionale all'interno dello spazio delle fasi, poiché l'orbita è data dall'intersezione della isosuperficie delle costanti del moto.
Conseguentemente, le orbite sono perpendicolari a tutti i gradienti di tutte queste isosuperfici indipendenti, cinque in questo specifico caso, e quindi sono determinate dal prodotto vettoriale generalizzato di tutti questi gradienti. Come risultato, tutti i sistemi superintegrabili sono automaticamente descritti dalla meccanica di Nambu, o, equivalentemente, dalla Meccanica hamiltoniana.
I sistemi massimamente superintegrabili possono essere quantizzati usando relazioni commutative.
Ciò nondimeno, in modo equivalente, possono anche essere quantizzati nell'insieme di relazioni di Nambu, come per il classico problema di Keplero nell'atomo di idrogeno.

## Evoluzione dentro potenziali perturbati

Figura 5: Graduale precessione di un'orbita ellittica, con eccentricità. Questa precessione si origina nel problema di Keplero se la forza centrale attrattiva devia leggermente dalla legge dell'inverso del quadrato. Il valore della precessione può essere calcolato utilizzando le formule nel testo.

Il vettore di Laplace–Runge–Lenz {\displaystyle \mathbf {A} } è conservato solo in una forza centrale con proporzionalità quadratica inversa. Nella maggior parte dei casi pratici, come il moto planetario, l'energia potenziale di interazione fra i due corpi non è esattamente rispondente alla legge dell'inverso del quadrato, ma può includere una forza centrale aggiuntiva detta perturbazione e descritta da un'energia potenziale del tipo {\displaystyle h(r)}. In questi casi, il vettore di Lenz ruota lentamente nel piano dell'orbita, fenomeno matematico cui corrisponde una precessione dell'orbita. Per assunzione, il potenziale perturbante {\displaystyle h(r)} è una forza centrale conservativa, il che implica che l'energia meccanica {\displaystyle E} ed il vettore momento angolare {\displaystyle \mathbf {L} } continuano ad essere conservati. Quindi, il moto giace ancora nel piano perpendicolare ad {\displaystyle \mathbf {L} } ed il modulo di {\displaystyle \mathbf {A} } è conservato secondo l'equazione {\displaystyle A^{2}=m^{2}k^{2}+2mEL^{2}}. Il potenziale di perturbazione {\displaystyle h(r)} può essere un tipo qualsiasi di funzione, ma dovrebbe essere significativamente più debole che la stessa forza che unisce i due corpi.
Il valore di cui il vettore di Lenz ruota fornisce informazioni riguardo al potenziale {\displaystyle h(r)}. Usando normali teorie perturbative e coordinate angolo-azione è semplice dimostrare che {\displaystyle \mathbf {A} } ruota al ritmo di
{\displaystyle {\begin{array}{rcl}{\frac {\partial }{\partial L}}\langle h(r)\rangle &=&\displaystyle {\frac {\partial }{\partial L}}\left\{{\frac {1}{T}}\int _{0}^{T}h(r)\,dt\right\}\\[1em]&=&\displaystyle {\frac {\partial }{\partial L}}\left\{{\frac {m}{L^{2}}}\int _{0}^{2\pi }r^{2}h(r)\,d\theta \right\}.\end{array}}}
dove {\displaystyle T} è il periodo orbitale e l'identità {\displaystyle Ldt=mr^{2}d\theta } viene utilizzata per convertire l'integrale sul tempo in un integrale sull'angolo (Figura 5). L'espressione in parentesi angolari, {\displaystyle \left\langle {h(r)}\right\rangle }, rappresenta il potenziale perturbativo espresso come media su un intero periodo, cioè su un intero passaggio del corpo attorno alla sua orbita.
Matematicamente, questa media sul tempo corrisponde alla seguente quantità in parentesi graffe. Questa media aiuta a sopprimere fluttuazioni nella velocità di rotazione.
Questo approccio fu utilizzato per aiutare la verifica della teoria einsteniana della Relatività Generale, che aggiunge una piccola perturbazione a proporzionalità cubica inversa alla normale gravità Newtoniana.
{\displaystyle h(r)={\frac {kL^{2}}{m^{2}c^{2}}}\left({\frac {1}{r^{3}}}\right)}
Inserendo questa funzione nell'integrale e usando l'equazione
{\displaystyle {\frac {1}{r}}={\frac {mk}{L^{2}}}\left(1+{\frac {A}{mk}}\cos \theta \right)}
per esprimere {\displaystyle r} in termini di {\displaystyle \theta }, la precessione del periapside causata da questa perturbazione non-newtoniana risulta essere
{\displaystyle {\frac {6\pi k^{2}}{TL^{2}c^{2}}}}
che si accorda perfettamente con l'anomala precessione osservata empiricamente per il pianeta Mercurio e delle pulsar binarie. Questo accordo con gli esperimenti è considerato una forte evidenza empirica della Relatività Generale.

## Parentesi di Poisson
Le tre componenti {\displaystyle L_{i}} del vettore momento angolare {\displaystyle \mathbf {L} } presentano una parentesi di Poisson
{\displaystyle \left\{L_{i},L_{j}\right\}=\sum _{s=1}^{3}\varepsilon _{ijs}L_{s}}
dove {\displaystyle i=1,2,3} ed {\displaystyle \varepsilon _{ijs}} è il Simbolo di Levi-Civita; l'indice {\displaystyle s} della sommatoria è qui utilizzato per evitare confusione con il parametro della forza {\displaystyle k} definito precedentemente. Le parentesi di Poisson sono rappresentate qui come parentesi graffe (non quadrate), sia per coerenza con i testi di riferimento che per evitare confusione con le parentesi di Lie della meccanica quantistica.
Come sarà notato in seguito, una variante scalata del vettore di Lenz {\displaystyle \mathbf {D} } può essere definita con le stesse unità del momento angolare dividendo {\displaystyle \mathbf {A} } per {\displaystyle p_{0}}.
La Parentesi di Poisson di {\displaystyle \mathbf {D} } con il momento angolare {\displaystyle \mathbf {L} } può essere scritta in una forma simile
{\displaystyle \left\{D_{i},L_{j}\right\}=\sum _{s=1}^{3}\varepsilon _{ijs}D_{s}}
La parentesi di Poisson di {\displaystyle \mathbf {D} } con sé stesso dipende dal segno dell'energia meccanica {\displaystyle E} e, quindi, dal fatto che l'orbita descritta sia aperta o chiusa.
Per un'energia meccanica negativa – quindi per un'orbita chiusa – le parentesi di Poisson sono espresse come
{\displaystyle \left\{D_{i},D_{j}\right\}=\sum _{s=1}^{3}\varepsilon _{ijs}L_{s}}
diversamente, per energie positive esse presentano segno opposto
{\displaystyle \left\{D_{i},D_{j}\right\}=-\sum _{s=1}^{3}\varepsilon _{ijs}L_{s}}
L'Invariante di Casimir per energie negative è definito dalla formula
{\displaystyle C_{1}=\mathbf {D} \cdot \mathbf {D} +\mathbf {L} \cdot \mathbf {L} ={\frac {mk^{2}}{2\left|E\right|}}}
{\displaystyle C_{2}=\mathbf {D} \cdot \mathbf {L} =0}
e possiede parentesi di Poisson di valore zero con ogni componente di {\displaystyle \mathbf {D} } o {\displaystyle \mathbf {L} }:
{\displaystyle \left\{C_{1},L_{i}\right\}=\left\{C_{1},D_{i}\right\}=\left\{C_{2},L_{i}\right\}=\left\{C_{2},D_{i}\right\}=0}.
{\displaystyle C_{2}} è evidentemente zero, quindi i due vettori sono sempre perpendicolari. Tuttavia, l'altro invariante {\displaystyle C_{1}} non è evidente e dipende solo da {\displaystyle m,k} ed {\displaystyle E}. Questo invariante aiuta a derivare i livelli energetici di un atomo idrogenoide utilizzando solo la meccanica quantistica canonica, invece della più complessa equazione di Schrödinger.

## Spettro energetico dell'atomo di idrogeno

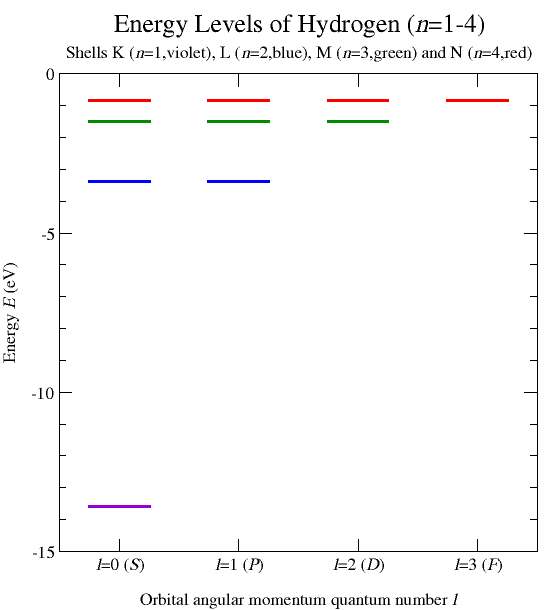
Figura 6: Livelli energetici dell'atomo di idrogeno predetti dalle relazioni di commutazione fra il momento angolare ed il vettore di Lenz; tale configurazione è stata verificata sperimentalmente.

Le parentesi di Poisson sono un utile strumento per studiare lo spettro di energia dell'atomo di idrogeno, e più in generale forniscono un semplice metodo di quantizzazione canonica dei sistemi dinamici; le relazioni di commutazione fra due operatori quantistici corrispondono alle parentesi di Poisson delle corrispondenti variabili classiche moltiplicate per {\displaystyle i\hbar }.
Portando a termine questa quantizzazione e calcolando il valore dell'operatore di Casimir {\displaystyle C_{1}} per il problema di Keplero, Wolfgang Pauli riuscì a derivare lo spettro di energia di un atomo idrogenoide (Figura 6) e, di conseguenza, lo spettro di emissione. Questa elegante derivazione fu ottenuta prima dello sviluppo del concetto di funzione d'onda.
Una sottigliezza dell'operatore quantistico per il vettore di Lenz {\displaystyle \mathbf {A} } è che gli operatori momento e momento angolare non commutano fra loro; dunque, il prodotto vettoriale di {\displaystyle \mathbf {p} } ed {\displaystyle \mathbf {L} } deve essere definito con cura. Tipicamente, gli operatori per le componenti cartesiane {\displaystyle A_{s}} sono definiti utilizzando un prodotto simmetrico:
{\displaystyle A_{s}=-mk{\hat {r}}_{s}+{\frac {1}{2}}\sum _{i=1}^{3}\sum _{j=1}^{3}\varepsilon _{sij}\left(p_{i}l_{j}+l_{j}p_{i}\right)}
da cui i corrispondenti operatori di scala possono essere definiti come:
{\displaystyle J_{0}=A_{3}\,}
{\displaystyle J_{\pm 1}=\mp {\frac {1}{\sqrt {2}}}\left(A_{1}\pm iA_{2}\right)}
Un primo operatore per l'invariante di Casimir può così essere definito
{\displaystyle C_{1}=-{\frac {mk^{2}}{2\hbar ^{2}}}H^{-1}-I}
dove {\displaystyle H^{-1}} è l'inverso dell'operatore Hamiltoniano dell'energia ed {\displaystyle I} è l'operatore identità. Applicando questi operatori di scala agli stati {\displaystyle \left|lmn\right.\rangle } degli operatori del momento angolare totale, momento angolare azimutale e dell'energia, i valori del primo operatore di Casimir {\displaystyle C_{1}} sono {\displaystyle n^{2}-1}; cosa notevole, essi sono indipendenti dai numeri quantici {\displaystyle l} ed {\displaystyle m}, rendendo i livelli energetici degeneri. In definitiva, i livelli energetici sono dati da:
{\displaystyle E_{n}=-{\frac {mk^{2}}{2\hbar ^{2}n^{2}}}}
che corrisponde alla Formula di Rydberg per l'atomo idrogenoide (Figura 6).

## Conservazione e simmetria
La conservazione del vettore di Lenz corrisponde a una sottile simmetria del sistema. In meccanica classica, le simmetrie sono operazioni continue che trasformano un'orbita in un'altra senza mutare l'energia meccanica del sistema; in meccanica quantistica, le simmetrie diventano invece operazioni continue che "miscelano" orbitali atomici dotati della stessa energia.
Una quantità conservata è usualmente associata a queste simmetrie.
Per esempio, ogni forza centrale è simmetrica rispetto al gruppo delle rotazioni in tre dimensioni SO(3), portando alla conservazione del momento angolare {\displaystyle \mathbf {L} }. In meccanica classica, una rotazione totale del sistema non può variare l'energia dell'orbita; in meccanica quantistica, le rotazioni miscelano le armoniche sferiche aventi stesso numero quantico {\displaystyle l} senza variazioni di energia.

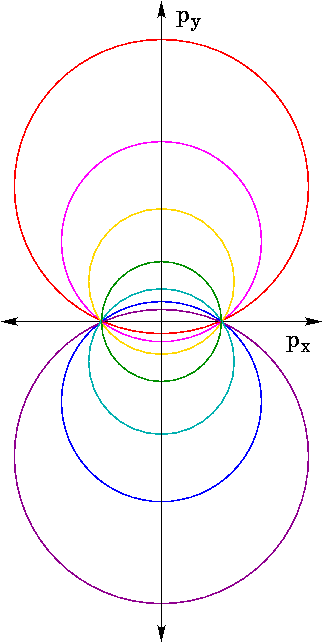
Figura 7: Le famiglie di odografi del momento aventi la stessa energia. Tutte le circonferenze passano per gli stessi due punti sull'asse (vedi Figura 3).

La simmetria per una forza centrale rispondente alla legge dell'inverso del quadrato è più profonda e sottile; la peculiare simmetria di questi problemi dà come risultato sia la conservazione del momento angolare {\displaystyle \mathbf {L} } e del vettore di Lenz {\displaystyle \mathbf {A} } ed, in meccanica quantistica, assicura che i livelli energetici dell'idrogeno non dipendano dai numeri quantici del momento angolare {\displaystyle l} ed {\displaystyle m}. La simmetria è comunque più sottile, tuttavia, poiché le operazioni di simmetria devono essere rappresentate in uno spazio quadri-dimensionale, queste particolari simmetrie vengono spesso definite "simmetrie nascoste".
In meccanica classica, l'alta simmetria dei problemi di Keplero permette l'esistenza di trasformazioni continue dell'orbita che conservano l'energia meccanica ma non il momento angolare, detto in altre parole, orbite della stessa energia ma diverso momento angolare (e quindi diversa eccentricità) possono essere trasformate simmetricamente l'una nell'altra. Quantisticamente parlando, ciò corrisponde a mischiare orbitali che differiscono per i numeri quantici {\displaystyle l} ed {\displaystyle m}, come per quel che riguarda gli orbitali {\displaystyle s} (aventi {\displaystyle l=0}) e {\displaystyle p} (aventi {\displaystyle l=1}). Queste trasformazioni non possono essere effettuate attraverso ordinarie traslazioni e rotazioni nello spazio euclideo tridimensionale, ma risultano invece equivalenti a una rotazione in più dimensioni.
Per energie meccaniche negative (orbite chiuse), il gruppo di simmetria più elevato è SO(4), che conserva il modulo dei vettori quadridimensionali
{\displaystyle \left|\mathbf {e} \right|^{2}=e_{1}^{2}+e_{2}^{2}+e_{3}^{2}+e_{4}^{2}}
Nel 1935, Vladimir Fock dimostrò che i problemi di Keplero quantistici ad energia negativa sono equivalenti allo studio di una particella libera confinata in una superficie sferica tridimensionale dentro ad uno spazio quadri-dimensionale. 
Specificatamente, Fock mostrò che la funzione d'onda di Schrödinger nello spazio del momento per il problema di Keplero corrispondeva alla proiezione stereografica dell'armonica sferica sulla sfera. Rotazioni di questa sfera e riproiezioni risultano in una continua variazione dell'orbita ellittica senza alcun cambiamento nell'energia totale; in termini quantistici, ciò corrisponde ad uno scambio di orbitali con lo stesso numero quantico di energia {\displaystyle n}. Valentine Bargman notò conseguentemente che le parentesi di Poisson per il vettore momento angolare {\displaystyle \mathbf {L} } ed il vettore di Lenz scalato {\displaystyle \mathbf {D} } formano un'algebra di Lie per il gruppo di simmetria SO(4).
Detto semplicemente, le sei quantità {\displaystyle \mathbf {D} } ed {\displaystyle \mathbf {L} } corrispondono a sei momenti angolari conservati in quattro dimensioni, associati a sei possibili rotazioni semplici SO(4) in questo spazio (esistono infatti sei modi per scegliere due assi fra quattro).
Questa conclusione non implica che il nostro universo sia una sfera tridimensionale, semplicemente implica che questo particolare sistema fisico è matematicamente equivalente a una particella libera su una sfera tridimensionale.
Per energie meccaniche positive (sistemi non legati) il gruppo di simmetria più elevato è SO(3,1), che preserva il modulo di Minkowski del quadrivettore
{\displaystyle ds^{2}=e_{1}^{2}+e_{2}^{2}+e_{3}^{2}-e_{4}^{2}}.
Entrambi i casi a energia positiva e negativa furono considerati nel lavoro di Fock e rivisti enciclopedicamente da Bander e Itzykson.
Le orbite di un sistema sottoposto a una forza centrale (che risponde alla legge dell'inverso del quadrato) sono anche simmetriche nelle riflessioni. Dunque, i gruppi SO(3), SO(4) ed SO(3,1) citati sopra non corrispondono alla serie completa dei gruppi di simmetria di queste orbite; i gruppi completi sono i gruppi ortogonali O(3), O(4) ed O(3,1), rispettivamente. Nondimeno, solo i sottogruppi SO(3), SO(4) ed SO(3,1) sono necessari per dimostrare la conservazione del momento angolare e del vettore di Lenz; la simmetria per riflessione è irrilevante per le conservazioni, che possono essere derivate dell'algebra di Lie del gruppo.

## Simmetrie di rotazione in quattro dimensioni

Figura 8: l'odografo del momento in Figura 7 corrisponde alla proiezione stereografica dei cerchi massimi sulla sfera tridimensionale unitaria. Tutti i cerchi massimi intersecano l'asse, che è perpendicolare alla pagina; la proiezione è dal polo Nord (il vettore unitario) al piano, come mostrato qui per l'odografo magenta dalle linee nere tratteggiate. Il cerchio massimo a latitudine corrisponde al vettore eccentricità secondo l'equazione. I colori dei cerchi massimi mostrati qui corrispondono a quelli dei loro corrispondenti odografi in figura 7.

La connessione fra il Problema dei due corpi e la simmetria rotazionale in quattro dimensioni SO(4) può essere visualizzato efficacemente. 
Si determinino le quattro coordinate cartesiane {\displaystyle w,x,y,z}, dove {\displaystyle x,y,z} rappresentano le coordinate del normale vettore posizione {\displaystyle \mathbf {r} }. Il vettore tridimensionale momento {\displaystyle \mathbf {p} } è associato ad un vettore quadridimensionale
{\displaystyle {\boldsymbol {\eta }}} 
su una sfera tridimensionale unitaria
{\displaystyle {\begin{array}{rcl}{\boldsymbol {\eta }}&=&\displaystyle {\frac {p^{2}-p_{0}^{2}}{p^{2}+p_{0}^{2}}}\mathbf {\hat {w}} +{\frac {2p_{0}}{p^{2}+p_{0}^{2}}}\mathbf {p} \\[1em]&=&\displaystyle {\frac {mk-rp_{0}^{2}}{mk}}\mathbf {\hat {w}} +{\frac {rp_{0}}{mk}}\mathbf {p} \end{array}}},
dove {\displaystyle \mathbf {\hat {w}} } è il vettore unitario lungo il nuovo asse {\displaystyle w}. La trasformazione che converte {\displaystyle \mathbf {p} } in {\displaystyle \mathbf {\eta } } può essere invertita univocamente, per esempio, la componente {\displaystyle x} del momento è data da:
{\displaystyle p_{x}=p_{0}{\frac {\eta _{x}}{1-\eta _{w}}}}
e similmente per {\displaystyle p_{y}} e {\displaystyle p_{z}}. In altre parole, il vettore tridimensionale {\displaystyle \mathbf {p} } è una proiezione stereografica del vettore quadri-dimensionale {\displaystyle {\boldsymbol {\eta }}}, scalato per {\displaystyle p_{0}} (Figura 8).
Senza perdere di generalità, noi possiamo eliminare la normale simmetria rotazionale imponendo le coordinate cartesiane in modo che l'asse {\displaystyle z} sia allineato con il vettore momento angolare {\displaystyle \mathbf {L} } e gli odografi del momento siano allineati così come lo sono in Figura 7, con i centri delle circonferenze sull'asse {\displaystyle y}. Poiché il moto è planare e {\displaystyle \mathbf {p} } ed {\displaystyle \mathbf {L} } sono perpendicolari, {\displaystyle p_{z}=\eta _{z}=0}, l'attenzione dovrebbe essere limitata al vettore tridimensionale {\displaystyle {\boldsymbol {\eta }}=(\eta _{w},\eta _{x},\eta _{y})}.
La famiglia di cerchi di Apollonio degli odografi del momento (Figura 7) corrisponde a una famiglia di cerchi massimi sulla sfera tridimensionale {\displaystyle {\boldsymbol {\eta }}}, ognuno dei quali interseca l'asse {\displaystyle \eta _{x}} nei due punti {\displaystyle \eta _{x}=\pm 1}, corrispondenti ai punti degli odografi in {\displaystyle p_{x}=\pm p_{0}}.
Questi cerchi massimi sono legati da una semplice relazione riguardante l'asse {\displaystyle \eta _{x}} (Figura 8). Questa simmetria di rotazione trasforma tutte le orbite della stessa energia in un'altra, tuttavia, una tale rotazione è ortogonale alle usuali rotazioni tridimensionali, poiché trasforma la quarta dimensione {\displaystyle \eta _{w}}. Questa maggiore simmetria è una caratteristica del problema dei due corpi e corrisponde alla conservazione del vettore di Lenz.
Un'elegante soluzione in variabili angolo-azione per il problema di Keplero può essere ottenuta eliminando le ridondanti coordinate quadridimensionali {\displaystyle {\boldsymbol {\eta }}} in favore di un sistema di coordinate ellittico-cilindriche {\displaystyle (\chi ,\psi ,\varphi )}
{\displaystyle \eta _{w}=\mathrm {cn} \,\chi \ \mathrm {cn} \,\psi }
{\displaystyle \eta _{x}=\mathrm {sn} \,\chi \ \mathrm {dn} \,\psi \ \cos \phi }
{\displaystyle \eta _{y}=\mathrm {sn} \,\chi \ \mathrm {dn} \,\psi \ \sin \phi }
{\displaystyle \eta _{z}=\mathrm {dn} \,\chi \ \mathrm {sn} \,\psi }
dove {\displaystyle sn,cn} e {\displaystyle dn} sono le Funzioni ellittiche di Jacobi.

## Generalizzazione ad altri potenziali e relatività
il vettore di Lenz può anche essere generalizzato allo scopo di identificare quantità conservate applicabili in situazioni diverse da quelle sopra descritte.
In presenza di un campo elettrico {\displaystyle \mathbf {E} }, il vettore di Lenz generalizzato (e conservato) {\displaystyle {\mathcal {A}}} è
{\displaystyle {\mathcal {A}}=\mathbf {A} +{\frac {mq}{2}}\left[\left(\mathbf {r} \times \mathbf {E} \right)\times \mathbf {r} \right]},
dove {\displaystyle q} è la carica elettrica della particella orbitante.
Generalizzando ulteriormente il vettore di Lenz ad altri potenziali ed alla relatività speciale, si ottiene la forma più generale e scritta come
{\displaystyle {\mathcal {A}}=\left({\frac {\partial \xi }{\partial u}}\right)\left(\mathbf {p} \times \mathbf {L} \right)+\left[\xi -u\left({\frac {\partial \xi }{\partial u}}\right)\right]L^{2}\mathbf {\hat {r}} }
dove {\displaystyle u={\frac {1}{r}}} (ved. teorema di Bertrand) e {\displaystyle \xi =\cos \theta }, con l'angolo {\displaystyle \theta } definito da:
{\displaystyle \theta =L\int ^{u}{\frac {du}{\sqrt {m^{2}c^{2}\left(\gamma ^{2}-1\right)-L^{2}u^{2}}}}}
e {\displaystyle \gamma } è il Fattore di Lorentz. Come osservato precedentemente, si può ottenere un vettore conservato binormale {\displaystyle \mathbf {B} } eseguendo il prodotto vettoriale con il vettore momento angolare:
{\displaystyle {\mathcal {B}}=\mathbf {L} \times {\mathcal {A}}}
Questi due vettori possono essere combinati per formare un tensore diadico {\displaystyle \mathbf {W} }:
{\displaystyle {\mathcal {W}}=\alpha {\mathcal {A}}\otimes {\mathcal {A}}+\beta \,{\mathcal {B}}\otimes {\mathcal {B}}}
Per esempio, è possibile calcolare il vettore di Lenz per un oscillatore armonico isotropo e non relativistico. Poiché la forza è centrale
{\displaystyle \mathbf {F} (r)=-k\mathbf {r} }
il vettore momento angolare è conservato ed il moto giace in un piano. Il tensore diadico conservato può essere scritto in una semplice forma:
{\displaystyle {\mathcal {W}}={\frac {1}{2m}}\mathbf {p} \otimes \mathbf {p} +{\frac {k}{2}}\,\mathbf {r} \otimes \mathbf {r} }
inoltre si può notare che {\displaystyle \mathbf {p} } ed {\displaystyle \mathbf {r} } non sono necessariamente perpendicolari. Il vettore di Lenz corrispondente è più complicato:
{\displaystyle {\mathcal {A}}={\frac {1}{\sqrt {mr^{2}\omega _{0}A-mr^{2}E+L^{2}}}}\left\{\left(\mathbf {p} \times \mathbf {L} \right)+\left(mr\omega _{0}A-mrE\right)\mathbf {\hat {r}} \right\}}
dove {\displaystyle \omega _{0}={\sqrt {\frac {k}{m}}}} è la frequenza naturale dell'oscillatore ed {\displaystyle A=(E^{2}-\omega ^{2}L^{2})^{1/2}/\omega }.

## Prove che il vettore di Lenz risulta conservato nei problemi di Keplero
I seguenti sono argomenti atti a dimostrare che il vettore di Lenz è conservato in campi di forze centrali che obbediscono alla legge dell'inverso del quadrato.

### Prove dirette della conservazione
Una forza centrale {\displaystyle \mathbf {F} } agente su una particella è:
{\displaystyle \mathbf {F} ={\frac {d\mathbf {p} }{dt}}=f(r){\frac {\mathbf {r} }{r}}=f(r)\mathbf {\hat {r}} }
per alcune funzioni {\displaystyle f(r)} del raggio {\displaystyle r}. Poiché il momento angolare {\displaystyle \mathbf {L} =\mathbf {r} \times \mathbf {p} } è conservato in una forza centrale, {\displaystyle {\frac {d}{dt}}\mathbf {L} =0} e
{\displaystyle {\frac {d}{dt}}\left(\mathbf {p} \times \mathbf {L} \right)={\frac {d\mathbf {p} }{dt}}\times \mathbf {L} =f(r)\mathbf {\hat {r}} \times \left(\mathbf {r} \times m{\frac {d\mathbf {r} }{dt}}\right)=f(r){\frac {m}{r}}\left[\mathbf {r} \left(\mathbf {r} \cdot {\frac {d\mathbf {r} }{dt}}\right)-r^{2}{\frac {d\mathbf {r} }{dt}}\right]}
dove il momento {\displaystyle \mathbf {p} =m{\frac {d\mathbf {r} }{dt}}} ed il triplo prodotto vettoriale è stato semplificato utilizzando la formula di Lagrange
{\displaystyle \mathbf {r} \times \left(\mathbf {r} \times {\frac {d\mathbf {r} }{dt}}\right)=\mathbf {r} \left(\mathbf {r} \cdot {\frac {d\mathbf {r} }{dt}}\right)-r^{2}{\frac {d\mathbf {r} }{dt}}}.
L'identità
{\displaystyle {\frac {d}{dt}}\left(\mathbf {r} \cdot \mathbf {r} \right)=2\mathbf {r} \cdot {\frac {d\mathbf {r} }{dt}}={\frac {d}{dt}}\left(r^{2}\right)=2r{\frac {dr}{dt}}}
porta all'equazione:
{\displaystyle {\frac {d}{dt}}\left(\mathbf {p} \times \mathbf {L} \right)=-mf(r)r^{2}\left[{\frac {1}{r}}{\frac {d\mathbf {r} }{dt}}-{\frac {\mathbf {r} }{r^{2}}}{\frac {dr}{dt}}\right]=-mf(r)r^{2}{\frac {d}{dt}}\left({\frac {\mathbf {r} }{r}}\right)}
per il caso speciale di una forza centrale che risponde alla legge dell'inverso del quadrato {\displaystyle f(r)={\frac {-k}{r^{2}}}}, questo è uguale a:
{\displaystyle {\frac {d}{dt}}\left(\mathbf {p} \times \mathbf {L} \right)=mk{\frac {d}{dt}}\left({\frac {\mathbf {r} }{r}}\right)={\frac {d}{dt}}\left(mk\mathbf {\hat {r}} \right)}.
Dunque, {\displaystyle \mathbf {A} } è conservato in questo tipo di forze:
{\displaystyle {\frac {d}{dt}}\mathbf {A} ={\frac {d}{dt}}\left(\mathbf {p} \times \mathbf {L} \right)-{\frac {d}{dt}}\left(mk\mathbf {\hat {r}} \right)=\mathbf {0} }.
Come descritto sopra, questo vettore di Lenz {\displaystyle \mathbf {A} } è un caso speciale del vettore generalizzato {\displaystyle {\mathcal {A}}} che può essere definito per tutte le forze centrali. Tuttavia, poiché molte forze centrali non producono orbite chiuse (vedi Teorema di Bertrand, l'analogo vettore {\displaystyle {\mathcal {A}}} raramente possiede una semplice definizione ed è generalmente una funzione funzione polidroma dell'angolo {\displaystyle \theta } fra {\displaystyle \mathbf {r} } e {\displaystyle {\mathcal {A}}}.

### Equazioni di Hamilton–Jacobi in coordinate paraboliche
La conservazione del vettore di Lenz può essere anche derivata dalle Equazioni di Hamilton–Jacobi in coordinate paraboliche {\displaystyle (\xi ,\eta )}, che sono definite attraverso le equazioni
{\displaystyle \xi =r+x\,}
{\displaystyle \eta =r-x\,}
dove {\displaystyle r} rappresenta il raggio nel piano dell'orbita
{\displaystyle r={\sqrt {x^{2}+y^{2}}}}
l'inversione di queste coordinate è:
{\displaystyle x={\frac {1}{2}}\left(\xi -\eta \right)}
{\displaystyle y={\sqrt {\xi \eta }}}.
La separazione delle equazioni di Hamilton–Jacobi in queste coordinate porta a due equazioni equivalenti
{\displaystyle 2\xi p_{\xi }^{2}-mk-mE\xi =-\Gamma }
{\displaystyle 2\eta p_{\eta }^{2}-mk-mE\eta =\Gamma }
dove {\displaystyle \Gamma } è una costante del moto. Sottraendo e re-esprimendo in termini del vettore momento {\displaystyle p_{x}} e {\displaystyle p_{y}} si dimostra che {\displaystyle \Gamma } è equivalente al vettore di Lenz:
{\displaystyle \Gamma =p_{y}\left(xp_{y}-yp_{x}\right)-mk{\frac {x}{r}}=A_{x}}.

### Teorema di Noether
La connessione fra la simmetria rotazionale descritta sopra e la conservazione del vettore di Lenz può essere espressa quantitativamente attraverso il Teorema di Noether. Questo teorema, che è utilizzato per trovare costanti del moto, afferma che ogni variazione infinitesimale delle coordinate generalizzate del sistema fisico
{\displaystyle \delta q_{i}=\varepsilon g_{i}(\mathbf {q} ,\mathbf {\dot {q}} ,t)}
che porta la Lagrangiana del sistema a una variazione di primo ordine per una derivata totale sul tempo
{\displaystyle \delta L=\varepsilon {\frac {d}{dt}}G(\mathbf {q} ,t)}
corrisponde a una quantità conservata {\displaystyle \Gamma }:
{\displaystyle \Gamma =-G+\sum _{i}g_{i}\left({\frac {\partial L}{\partial {\dot {q}}_{i}}}\right)}
in particolare, la componente conservata del vettore di Lenz {\displaystyle A_{s}} corrisponde alla variazione nelle coordinate
{\displaystyle \delta x_{i}={\frac {\varepsilon }{2}}\left[2p_{i}x_{s}-x_{i}p_{s}-\delta _{is}\left(\mathbf {r} \cdot \mathbf {p} \right)\right]},
dove {\displaystyle i=1,2,3}, con {\displaystyle x_{i}} e {\displaystyle p_{i}} diventano le componenti {\displaystyle i-}esime dei vettori posizione e momento {\displaystyle \mathbf {r} } e {\displaystyle \mathbf {p} }, rispettivamente; come usuale, {\displaystyle \delta _{is}} rappresenta il delta di Kronecker. La corrispondente variazione di primo ordine nella Lagrangiana è:
{\displaystyle \delta L=\varepsilon mk{\frac {d}{dt}}\left({\frac {x_{s}}{r}}\right)}.
Sostituzioni nella formula generale per la quantità conservata {\displaystyle \Gamma } porta alla componente conservata {\displaystyle A_{s}} del vettore di Lenz:
{\displaystyle A_{s}=\left[p^{2}x_{s}-p_{s}\ \left(\mathbf {r} \cdot \mathbf {p} \right)\right]-mk\left({\frac {x_{s}}{r}}\right)=\left[\mathbf {p} \times \left(\mathbf {r} \times \mathbf {p} \right)\right]_{s}-mk\left({\frac {x_{s}}{r}}\right)}.

### Trasformazioni di Lie

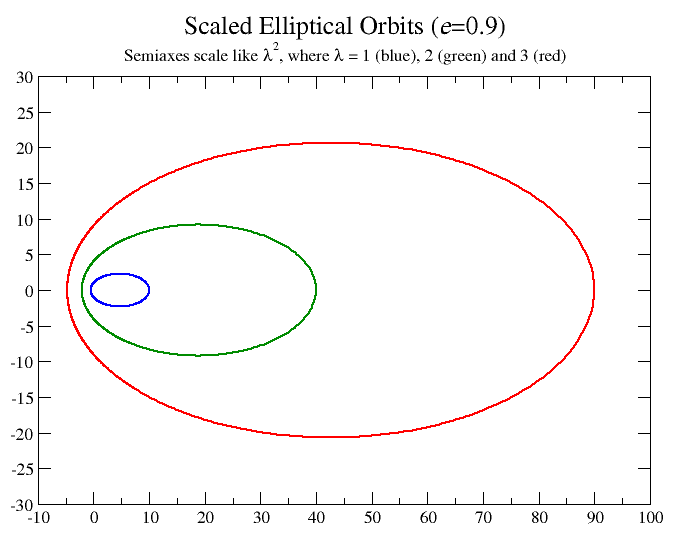
Figura 9: La trasformazione di Lie dalla quale è stata derivata del vettore di Lenz. Al variare del fattore di scala, cambiano l'energia ed il momento angolare, ma l'eccentricità ed il modulo e la direzione di rimangono inalterati.

La derivazione della conservazione del vettore di Lenz {\displaystyle \mathbf {A} } attraverso il teorema di Noether è elegante, ma ha un problema: la variazione delle coordinate {\displaystyle \delta x_{i}} comporta non solo la posizione {\displaystyle \mathbf {r} }, ma anche il momento {\displaystyle \mathbf {p} } o, equivalentemente, la velocità {\displaystyle \mathbf {v} }.
Questa complicazione può essere eliminata semplicemente derivando la conservazione di {\displaystyle \mathbf {A} } utilizzando un altro approccio, impostato da Sophus Lie.
Per la precisione, è possibile definire una trasformazione di Lie in cui le coordinate {\displaystyle \mathbf {r} } ed il tempo {\displaystyle t} sono riscalati per differenti valori del parametro {\displaystyle \lambda } (Figura 9)
{\displaystyle t\rightarrow \lambda ^{3}t,\ \mathbf {r} \rightarrow \lambda ^{2}\mathbf {r} ,\ \mathbf {p} \rightarrow {\frac {1}{\lambda }}\mathbf {p} }
questa trasformazione cambia il momento angolare totale {\displaystyle L} e l'energia {\displaystyle E}
{\displaystyle L\rightarrow \lambda L,\ E\rightarrow {\frac {1}{\lambda ^{2}}}E}
ma conserva il loro prodotto {\displaystyle EL^{2}}. Dunque, l'eccentricità {\displaystyle e} e la grandezza {\displaystyle A} sono conservate, come si può vedere dalle equazioni per {\displaystyle A^{2}}
{\displaystyle A^{2}=m^{2}k^{2}e^{2}=m^{2}k^{2}+2mEL^{2}}
la direzione di {\displaystyle \mathbf {A} } è anch'essa conservata, poiché i semiassi non sono alterati da una riscala globale. Queste trasformazioni conservano anche la terza legge di Keplero, ovvero, il semiasse maggiore {\displaystyle a} ed il periodo {\displaystyle T} formano una costante {\displaystyle {\frac {T^{2}}{a^{3}}}}.

## Fattori di scala, simboli e formulazioni alternative
Diversamente dai vettori momento e momento angolare {\displaystyle \mathbf {p} } ed {\displaystyle \mathbf {L} }, non esiste ancora una definizione universalmente accettata del vettore di Lenz; molti differenti fattori di scala e simboli sono stati utilizzati nella letteratura scientifica. La definizione più comune è stata fornita sopra, ma un'altra alternativa comune è di dividere il vettore per la costante {\displaystyle mk} così da ottenere il vettore eccentricità privo di dimensioni
{\displaystyle \mathbf {e} ={\frac {1}{mk}}\left(\mathbf {p} \times \mathbf {L} \right)-\mathbf {\hat {r}} ={\frac {m}{k}}\left(\mathbf {v} \times \left(\mathbf {r} \times \mathbf {v} \right)\right)-\mathbf {\hat {r}} }
dove {\displaystyle \mathbf {v} } è il vettore velocità. Questo vettore scalato {\displaystyle \mathbf {e} } ha la stessa direzione di {\displaystyle \mathbf {A} } e modulo equivalente all'eccentricità dell'orbita. Altre versioni scalate possono essere utilizzate con successo, ad es. dividendo {\displaystyle \mathbf {A} } per la sola massa {\displaystyle m}:
{\displaystyle \mathbf {M} =\mathbf {v} \times \mathbf {L} -k\mathbf {\hat {r}} }
o per {\displaystyle p_{0}}:
{\displaystyle \mathbf {D} ={\frac {\mathbf {A} }{p_{0}}}={\frac {1}{\sqrt {2m\left|E\right|}}}\left\{\mathbf {p} \times \mathbf {L} -mk\mathbf {\hat {r}} \right\}}
in modo da ottenere un vettore con le stesse unità del momento angolare {\displaystyle \mathbf {L} }. in rari casi, il verso del vettore di Lenz può essere rivoltato, ovvero moltiplicando il vettore per {\displaystyle -1}. Altri simboli utilizzati per il vettore di Lenz sono {\displaystyle \mathbf {a} ,\mathbf {R} ,\mathbf {F} ,\mathbf {J} } e {\displaystyle \mathbf {V} }. Tuttavia, la scelta di fattori di scala e simboli per {\displaystyle \mathbf {A} } non affligge in alcun modo le sue proprietà.

Figura 4: Il vettore momento angolare, il vettore di Lenz ed il vettore di Hamilton, sono mutuamente perpendicolari; e puntano lungo i due semiassi maggiori e minore, rispettivamente, dell'orbita ellittica.

un vettore costante alternativo è il vettore binormale {\displaystyle \mathbf {B} } studiato da William Rowan Hamilton
{\displaystyle \mathbf {B} =\mathbf {p} -\left({\frac {mk}{L^{2}r}}\right)\ \left(\mathbf {L} \times \mathbf {r} \right)}
che è costante e punta lungo il semiasse minore dell'ellisse, il vettore di Lenz {\displaystyle \mathbf {A} =\mathbf {B} \times \mathbf {L} } è il prodotto vettoriale di {\displaystyle \mathbf {B} } ed {\displaystyle \mathbf {L} }.
Simile al vettore di Lenz esso stesso, il vettore binormale può essere definito con differenti simboli di scala.
I due vettori conservati, {\displaystyle \mathbf {A} } e {\displaystyle \mathbf {B} }, possono essere combinati per formare un tensore diadico {\displaystyle \mathbf {W} }
{\displaystyle \mathbf {W} =\alpha \mathbf {A} \otimes \mathbf {A} +\beta \,\mathbf {B} \otimes \mathbf {B} }
dove {\displaystyle \alpha } e {\displaystyle \beta } sono arbitrarie costanti di scala e {\displaystyle \otimes } rappresenta il prodotto tensoriale. Scritto in componenti esplicite, questa equazione assume la formula:
{\displaystyle W_{ij}=\alpha A_{i}A_{j}+\beta B_{i}B_{j}\,}
Essendo perpendicolari l'uno all'altro, i vettori {\displaystyle \mathbf {A} } e {\displaystyle \mathbf {B} } possono essere visti come gli assi principali del tensore {\displaystyle \mathbf {W} }. {\displaystyle \mathbf {W} } è perpendicolare ad {\displaystyle \mathbf {L} }:
{\displaystyle \mathbf {L} \cdot \mathbf {W} =\alpha \left(\mathbf {L} \cdot \mathbf {A} \right)\mathbf {A} +\beta \left(\mathbf {L} \cdot \mathbf {B} \right)\mathbf {B} =0}
poiché {\displaystyle \mathbf {A} } e {\displaystyle \mathbf {B} } sono entrambi perpendicolari a {\displaystyle \mathbf {L} }, {\displaystyle \mathbf {L} \cdot \mathbf {A} =\mathbf {L} \cdot \mathbf {B} =0}. Con maggiore chiarezza, questa equazione scritta in componenti esplicite diventa:
{\displaystyle \left(\mathbf {L} \cdot \mathbf {W} \right)_{j}=\alpha \left(\sum _{i=1}^{3}L_{i}A_{i}\right)A_{j}+\beta \left(\sum _{i=1}^{3}L_{i}B_{i}\right)B_{j}=0}.